# Trancoso
Trancoso és un municipi portuguès, situat al districte de Guarda, a la regió del Centre i a la subregió de Beira Interior Norte. L'any 2004 tenia 10.639 habitants. Es divideix en 29 freguesias. Limita al nord amb Penedono, al nord-est amb Mêda, a l'est amb Pinhel, al sud amb Celorico da Beira, a sud-oest amb Fornos de Algodres, a l'oest amb Aguiar da Beira i al nord-oest amb Sernancelhe.

## Població
| Població del concelho de Trancoso (1801 – 2004) | Població del concelho de Trancoso (1801 – 2004) | Població del concelho de Trancoso (1801 – 2004) | Població del concelho de Trancoso (1801 – 2004) | Població del concelho de Trancoso (1801 – 2004) | Població del concelho de Trancoso (1801 – 2004) | Població del concelho de Trancoso (1801 – 2004) | Població del concelho de Trancoso (1801 – 2004) | Població del concelho de Trancoso (1801 – 2004) |
| ----------------------------------------------- | ----------------------------------------------- | ----------------------------------------------- | ----------------------------------------------- | ----------------------------------------------- | ----------------------------------------------- | ----------------------------------------------- | ----------------------------------------------- | ----------------------------------------------- |
| 1801                                            | 1849                                            | 1900                                            | 1930                                            | 1960                                            | 1981                                            | 1991                                            | 2001                                            | 2004                                            |
| 10.349                                          | 13.910                                          | 17.966                                          | 17.602                                          | 18.224                                          | 13.099                                          | 11.484                                          | 10.889                                          | 10.639                                          |

## Fregesies
- Aldeia Nova
- Carnicães
- Castanheira
- Cogula
- Cótimos
- Feital
- Fiães
- Freches
- Granja
- Guilheiro
- Moimentinha
- Moreira de Rei
- Palhais
- Póvoa do Concelho
- Reboleiro
- Rio de Mel
- Santa Maria (Trancoso)
- São Pedro (Trancoso)
- Sebadelhe da Serra
- Souto Maior
- Tamanhos
- Terrenho
- Torre do Terrenho
- Torres
- Valdujo
- Vale do Seixo
- Vila Franca das Naves
- Vila Garcia
- Vilares